# 中部電材
中部電材株式会社（ちゅうぶでんざい）は東京都千代田区の秋葉原にある事業者向けの電線・ケーブル・電気絶縁材料等の専門卸売業の会社である。
通販サイト「電線ストア.com」を運営しており全国、海外へ各種電線ケーブル・光ファイバー・ワイヤーハーネス・電気絶縁材料等を配送している。

## 概要
創業当初より、電線3品種と呼ばれるCV、IV、CVVを取り扱い、ビニルキャブタイヤ（VCT/ソフトVCT）、キャブタイヤケーブル（ゴム系、ビニール系、溶接用）、ロボットケーブル（FAケーブル）、盤内配線（MLFC、WL1）、モータ（モートル）、トランス、コイル、ポンプ、コンプレッサーや修理業者様向け巻線・マグネットワイヤー、絶縁材料、ワニス類、絶縁チューブ類、絶縁テープなどの電線・電気絶縁材料の専門卸売業者である。
今後自動車の主流となるEVも含めた自動車関連の電線類、EV/HEVインバータ駆動モーター用コイルエナメル線、平角エナメル線（AIW）、充電設備の施工用電線、自動車用電線（E-VVF、AV・AVS・AVSS）からハイブリッド車専用補機バッテリーまで幅広く積極的に取り扱っている。
PEWやUEW、AIWなどエナメル線をはじめとするマグネットワイヤーの小口販売にも対応している。
電線・各種ケーブル・電気絶縁材料等の分野での品揃えは国内でも屈指の在庫量である。
古河電工の巻線正規販売代理店である。

## 特長

### 国立大学法人や研究機関への販売
官公庁、自治体、研究機関、在日米軍、全国の国立大学法人や私立大学などへ多数の販売実績もある。
国立研究開発法人 理化学研究所の有する世界最短波長のX線自由電子レーザー施設SACLAのサポーターとして協力を行っている。

### 次世代自動車分野とEV関連の電線
安全性、快適性の向上から燃費向上、CO2排出量削減、ガソリンなどの化石燃料への依存度を低減させるめエンジン、モーターの改良などで日々進化が求められる自動車関連の電線（EV/HEVインバータ駆動モーター用コイルエナメル線）、自動車低電線（E-VVF、AV・AVS・AVSS）、充電設備の施工用電線からハイブリッド車専用補機バッテリーまで幅広く積極的に取り扱っている。

#### 関連ケーブル類
平角線・HV平角線（AIW、HVW）
電気自動車、ハイブリッド車などの駆動モーターに使われる巻線。耐熱性が高く、隙間なく巻けるので高占積率が可能であり、軽量化にも貢献する。
電動車用ワイヤーハーネス
電動車の走行用モーターの電気を送る高電圧・大電流用ワイヤーハーネス。モーター回路などから発生する電磁波を遮断するノイズシールド性能、高い絶縁性能を持ち、ノイズ信号による誤動作やカーナビの画像乱れを防ぐ。

### 電線地中化及び電柱地中化
昨今、政府の推進する電線地中化及び電柱地中化の将来的な需要があるなか、強度、耐食性、耐候性、耐薬品性に優れた地中埋設用ケーブル防護管、FEP管のエフレックス、及びベルマウス、防水キャップ、専用コネクタなどの部品類、プラフレキ（PFS/PFD）とその部品類の取扱をしている。

#### 関連ケーブル類
CVMAZV（コルゲートCVケーブル）
地中への直接埋設、露出配線、水中敷設など多様な敷設条件に対応する。CVに波付鋼管がい装を施したケーブルで、地中への直接埋設が可能な金属管で覆われているため、耐水性・耐薬品性にも優れており防鼠効果もある。
地中埋設管エフレックス
角型エフレックスタイプもある地中埋設したケーブルを保護する管路材。
古河電工が国内で初めて開発した。断面丸型の樹脂製波付管であり、地中埋設に耐える強度を持ちながら、軽量で曲げやすく、施工性に優れており、1967年の発売開始から、小規模な電気工事から大規模な公共工事まで幅広く採用されている。

### 再生可能エネルギー・太陽光発電・スマートグリッド
太陽光発電設備に必要なCV/CVTケーブル、PVケーブル、コネクタ、PF管、埋設管なども扱っている。
なかでもメガソーラーなど発電設備の大容量化にむけ、送電効率を上げるための高電圧ケーブルを推奨している。
太陽光に限り従来の低圧600Vから直流1500V PVケーブルの使用が認められた。
そのことにより、接続箱の数とケーブル本数を約40%削減することができ、システム全体でのコストダウンが可能になった。

### 環境システム・エコロジー・持続可能開発・エネルギー省電線
焼却時に有害なハロゲン物質（塩素、フッ素、ヨウ素、臭素）及び埋立て処理時に溶出が懸念される重金属類（鉛、水銀、カドミウム、六価クロム）等がある。
このような環境に悪影響を及ぼす物質を一切使用していないエコ電線（エコCV・CVTケーブル、EM KIE/F、EM-LMFC ・ EM IC/F）を積極的に提供している。
地球規模の環境保全が重視される現在、エコ電線を積極的に取扱っている。

## 取り扱い製品
- マグネットワイヤ（PEW、UEW、AIW・AIHPW）
- 電気用銅線・電気用導体（TA・TCW・半田メッキ・AC・TBC・BC）
- 電力ケーブル（VVF・VVR・IV／HIV・CV／H-CV・CVD・CVT・CVQ・CE/F・CET/F・PV-CQ・CVMAZV・CVV・EM CEE/F・CVV-S・EM CEE/F-S）
- ビニルキャブタイヤ（VCTF・EM-ECTF・VCTFK(小判型) ・ HHFF・VCT・EM-OOCT・S-VCTF・S-VCT・VCT 531XX）
- ゴムキャブタイヤ（2PNCT・3PNCT・EM-2PPCT・2CT・SL-2CT）
- 溶接用キャブタイヤ(WCT, E・WCT・E・WRCT)
- プラグ付電源コード
- 機器用電線（KV・PVC ・ H-KV・H-PVC・KIV ・ H-KIV ・ EM KIE/F・テフロン・ジュンフロン・ビーメックス・イラックス・フラットケーブル）
- ビニル電線（VFF ・ H-VFF・VSF ・ H-VSF・MVVS・S-MVVS・横巻シールド・カールコード）
- UL/CSA規格電線（1007/ 1061/ 1430/ 1571/ 3417/1015/ 1283/ 3265/ 3266/ 3302/ 3443/3239/ 3633/ N-EV）
- 同軸ケーブル（50Ω/75Ω/RG）
- 盤内配線・口出線（MLFC (WL1・WL2) ・ LFF・EM-LMFC ・ EM IC/F (古河電工)・LKGB ・RS-GE）
- ワイヤーハーネス（AV・AVS・AVSS）
- 計装用・FAケーブル（KPEV-SB・KNPEV-SB・KPEV-SC・FKEV-SB・UL20276・SKVV-SB・KVC-36・KVC-36SB）
- 通信用・市内・局内ケーブル（FCPEV・EM-FCPEE・FCPEV-S・SWVP・SWVP-SC）
- 消防用電線・防災ケーブル（AE・EM-AE・HP・EM-HP・EM-FP-C・EM-FP-C-D/T・EM-SH-C）
- 電設資材（エフレックス・プラフレキPFS/PFD・プラフレキCD・無電柱化関連）
- 配線部材・アクセサリー（プラグ・コンセント・スイッチ・結束バンド・圧着端子・ワイヤーステッカー・テトロンスリーブ）
- 電気絶縁材料（絶縁紙・ノーメックス・電気絶縁ワニス・剥離剤・絶縁テープ）
- チューブ（ビニールチューブ・スミチューブA/FZ・エンパイアチューブ・ガラスチューブ・イラックスチューブ・ヒシチューブ・ポリイミドチューブ・ゴムチューブ）
- LAN・光ファイバケーブル
- 蓄電池・バッテリー

## 取り扱いメーカー
- 古河電工株式会社
- 古河電工産業電線株式会社
- 古河マグネットワイヤ株式会社
- 理研電線株式会社
- 株式会社KANZACC
- 住友電工産業電線株式会社
- 住友電工ファインポリマー株式会社
- 株式会社フジクラ
- 日立金属株式会社
- 住電日立ケーブル株式会社
- 日立マグネットワイヤ株式会社
- 日立電線ファインテック株式会社
- 倉茂電工株式会社
- 富士電線工業株式会社
- 株式会社三ツ星
- 平河ヒューテック株式会社
- 株式会社KHD
- 田中電線株式会社
- 関西通信電線株式会社
- 品川電線株式会社
- 坂東電線株式会社
- 極東電線工業株式会社
- 株式会社三沢電線
- 華陽電線株式会社
- 大雄電線株式会社
- 長岡特殊電線株式会社
- 株式会社潤工社
- 多摩川電線株式会社
- 株式会社南北伸銅所
- 富士ファイン株式会社
- 日東電工株式会社
- 株式会社寺岡製作所
- 芝軽楚粗材株式会社
- 大同端子製造株式会社
- タツタ電線株式会社
- 明電ケミカル株式会社
- 三菱樹脂株式会社
- 立井電線株式会社

## 沿革
- 1950年　千代田区神田松富町（現在：外神田4丁目）設立（創業者：河合里司）
- 1961年　千代田区神田末広町44番地（現在：外神田3丁目）へ移転
- 1963年　倉茂電工株式会社の正規販売代理店となる
- 1966年　資本金200万円に増資、年商1億円を達成、田中電線株式会社の正規販売代理店となる
- 1973年　年商2億円を達成
- 1979年　中部電材ビル（地上5階、地下1階）竣工
- 1993年　資本金1000万円に増資
- 2001年　株式会社ファミリーマート国内全店舗（当時約5800店舗）へLANケーブルを導入
- 2009年　代表取締役　河合泰祐　就任
- 2010年　通販サイト「電線ストア.com」開設